# Jacqueville (Seine-et-Marne)
Jacqueville ist ein Weiler der französischen Gemeinde Amponville im Département Seine-et-Marne der Region Île-de-France. Der Ort liegt im Regionalen Naturpark Gâtinais français, circa einen Kilometer nördlich von Amponville. Jacqueville ist über die D36a zu erreichen.

## Geschichte
Der Ort gehörte zur Grundherrschaft des Templerordens und unterstand seit 1262/64 der Commanderie Beauvais-en-Gâtinais, heute auf dem Gebiet der Gemeinde Grez-sur-Loing
Seit der Revolution bis 1841 war Jacqueville eine selbständige Gemeinde, die zum 12. Mai 1841 in die Gemeinde Amponville eingegliedert wurde.

## Sehenswürdigkeiten
- Kirche Notre-Dame-de-la-Nativité aus dem 12. Jahrhundert

## Weblinks

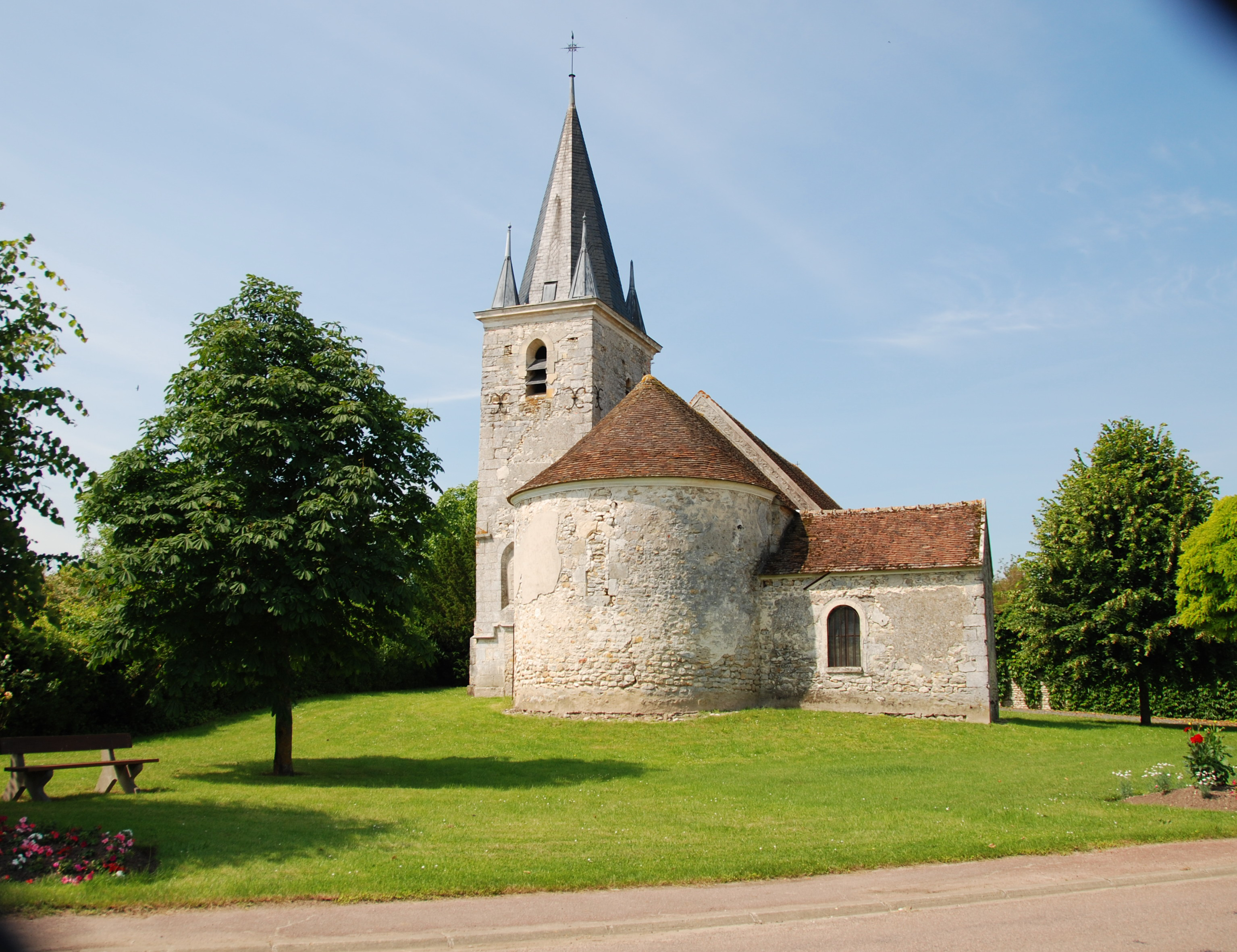
Kirche Notre-Dame-de-la-Nativité